# Bistum Łowicz
Das Bistum Łowicz (lateinisch Dioecesis Lovicensis, polnisch Diecezja łowicka) ist eine in Polen gelegene Diözese der römisch-katholischen Kirche mit Sitz in Łowicz (deutsch Lowitsch).

## Geschichte
Die Diözese gehört zu den jüngsten polnischen Bistümern. Es wurde bei der Neustrukturierung der Katholischen Kirche in Polen durch Apostolische Konstitution Totus Tuus Poloniae Populus vom 25. März 1992 aus Gebieten des Erzbistums Warschau, des Erzbistums Łódź und des Bistums Płock gegründet.
Der Dom wurde anlässlich eines Besuches von Papst Johannes Paul II. 1999 zur Basilica minor erhoben.

## Bischöfe
- 1992–2004 Alojzy Orszulik SAC
- 2004–2024 Andrzej Franciszek Dziuba
- seit 2024 Wojciech Tomasz Osial

## Weihbischöfe
- 1992–2013 Józef Zawitkowski
- 2015–2024 Wojciech Tomasz Osial

## Dekanate
| - Biała Rawska - Głowno - Krośniewice - Kutno-św. Michała Archanioła - Kutno-św. Wawrzyńca - Lubochnia - Łęczyca - Łowicz-Katedra - Łowicz-św. Duch - Mszczonów - Nowe Miasto nad Pilicą | - Piątek - Rawa Mazowiecka - Sanniki - Skierniewice-Najświętszego Serca Pana Jezusa - Skierniewice-św. Jakuba - Sochaczew-Matki Bożej Nieustającej Pomocy - Sochaczew-św. Wawrzyńca - Wiskitki - Żychlin - Żyrardów |

## Bistumspatrone
- Hl. Victoria von Rom, 18. Dezember / 11. November
- Sel. Honorat Koźmiński, 16. Dezember / 13. Oktober

besonders verehrt werden auch
- Hl. Maximilian Kolbe, 14. August
- Hl. Stanislaus Papczyński, 17. September
- Sel. Bolesława Maria Lament, 29. Januar
- Sel. Franziska Siedliska, 21. November
- Sel. Marcelina Darowska,  5. Januar
- Sel. Michał Wożniak
- Sel. Michael Oziębłowski
- Sel. Franciszek Drzewiecki
- Sel. Florian Stępniak

Sie wurden am 13. Juni 1999 zusammen mit 108 Märtyrern des Zweiten Weltkrieges in Warschau seliggesprochen.